# Elke Jochmann
Elke Jochmann (* 13. Dezember 1975, Schweiz) ist eine Film- und Theaterschauspielerin, sowie Marketingleiterin der Akademie für angewandte Photographie.

## Leben
An der Hamburger Stella Academy absolvierte sie eine Ausbildung zur Musicaldarstellerin. Seitdem war sie in mehreren Musical- und Theaterproduktionen in Haupt- und Nebenrollen zu erleben.
Schon früh nach ihrer Ausbildung stand die Schauspielerin auch vor der Kamera. So war sie in diversen Fernsehfilmen von ARD und ZDF in Nebenrollen zu sehen und spielte in mehreren Kurzfilmen mit. In der Sat.1-Serie Alphateam hatte sie von 2003 bis 2005 eine wiederkehrende Rolle und war im ersten Halbjahr 2008 als Julia Reimers in Unter uns auf RTL zu sehen.
2010 spielte sie die Rolle der Carina Siegloch in "Unser Charly", Folge: Heikle Themen, ZDF.
Im Theater stand sie von 2006 bis 2007 in der Musicalfassung von Müllers Büro auf der Bühne. 2009 spielte sie in "Am Wörthersee" und "Ich trage einen Schlachthos in mir, auf den die Poesie wird antworten müssen" (Text: Josef Winkler), Regie: Gerhard Fresacher sowie in Germania Tod in Berlin von Heiner Müller. 2010 wirkte sie auch in "Diffusgänger" von Georg Timber Trattnig mit.
Elke Jochmann lebt in Hamburg und spricht fließend Tschechisch, Ungarisch, Englisch, Französisch und etwas Italienisch. Seit 2009 lehrt sie ehrenamtlich an der Akademie für angewandte Photographie in Graz in Österreich.

## Filmografie (Auswahl)
- 2002: Adelheid und ihre Mörder
- 2003: Broti & Pacek
- 2003–05: Alphateam
- 2003: Der Ermittler
- 2005: Überraschung
- 2005: Ruth
- 2005: Die Braut von der Tankstelle
- 2006: Wagnisse
- 2007–08: Unter uns (Serie)
- 2008: Bullet in the Head
- 2010: Unser Charly
- 2021: Nord bei Nordwest – Conny & Maik (Fernsehreihe)
- 2023: Die Q ist ein Tier